# Ferdinando Caioli
Ferdinando Caioli (Catania, 3 novembre 1898 – Catania, 5 gennaio 1972) è stato un giornalista, poeta e critico letterario italiano.

## Biografia
Nato a Catania il 3 novembre 1898 da Agostino e da Rosaria Ronsisvalle, esordì giovanissimo nel 1913 come collaboratore della Nuova Gazzetta Letteraria di Milano, e nel 1914 pubblicò un'intervista a Luigi Capuana. Esponente di spicco del Futurismo catanese (inviò qualche composizione parolibera alla fiorentina Italia futurista), nel 1917, dopo un'esperienza nella rivista letteraria La Fonte (che co-diresse assieme al fondatore Rodolfo De Mattei, gerente responsabile fu Salvatore Sciara), assieme ad Alfio Berretta e Nello Simili, diede vita alla rivista d'avanguardia La Scalata. L'anno seguente passò alla rivista La Spirale, fondata da Mario Shrapnel (cioè Giovanni Melfi Majorana), co-diretta assieme a questi.
Nel 1919 aderì al Partito Nazionale Fascista, e a seguito dell'ascesa al potere del movimento politico di Mussolini in Italia con la marcia su Roma del 1922, divenne uno dei suoi maggiori esponenti catanesi. Nel 1923 si laureò in giurisprudenza all'Università di Catania; ai tempi dell'università conobbe Achille Pellizzari, allora docente di letteratura presso l'ateneo catanese, grazie al quale coltivò la passione per la letteratura.
Nel corso della sua vita, svolse, oltre alla professione di avvocato civilista, anche quelle di insegnante, di giornalista - che svolgeva da professionista dal 1929 - e di letterato. Durante il Ventennio, ricoprì tre cariche pubbliche: la presidenza dell'Istituto Autonomo Case Popolari di Catania (1935-1937), quella dell'Unione Provinciale Fascista Professionisti e Artisti, la segreteria del Sindacato Avvocati e Procuratori Legali di Catania (1937-1940).
In qualità di giornalista, fu corrispondente da Catania de Il Giornale d'Italia (come pure nel dopoguerra), e direttore de La Palestra Fascista, organo della sezione provinciale dell'Opera Nazionale Balilla, dallo stesso presieduta. Dal 1925 al 1927 diresse la rivista mensile Bibliografica, e dal 1937 al 1939 la Rassegna giudiziaria, organo del sindacato forense provinciale. Al periodo fascista risalgono anche le pubblicazioni Fascismo intelligente (1926) e Polemiche con me stesso (1932).
Tra le sue opere si ricordano i volumi di poesie Carro a sonagli (1918), Romitaggi (1919), Orizzonte (1923), la commedia Signorina Nenè (1918), i saggi La poesia nazionale di Giosuè Carducci (1924), Ada Negri (1928) e Catania letteraria (1932).
Nel secondo dopoguerra (1945), la Commissione epuratrice a Catania dell'Alto Commissariato per le Sanzioni contro il Fascismo propose la cancellazione dall'albo degli avvocati di Caioli, fondatore del sindacato provinciale fascista autori e scrittori, assieme a Pio Cesare, membro del sindacato forense catanese; mentre fu proposta la sospensione dall'albo per due anni a Giuseppe Alfieri, dirigente del sindacato fascista forense catanese, e a Ferdinando Basile, segretario politico di Randazzo.
Morì a Catania il 5 gennaio 1972.

## Opere
- Carro a sonagli: versi, Catania, Biblioteca Dello Spirale, 1918
- Romitaggi, prefazione di Lionello Fiumi, Ferrara, A. Taddei e Figli, 1919
- Orizzonte, Ferrara, S.T.E.T., 1923
- Almanacco siciliano. Sussidiario regionale e nozioni varie per le classi 3a, 4a e 5a elementari, Trieste, La Editoriale Libraria, 1925
- Fascismo intelligente: 48 argomenti e 1 poesia mancata, Torino, Bottega del libro, 1926
- Ada Negri, Catania, Studio ed. moderno, 1928
- Polemiche con me stesso, Catania, Studio Editoriale Moderno, 1932
- Prefazione, al volume Albori di Elena Nicolosi, Catania, Studio Editoriale Moderno, 1938
- Nel vivo del Teatro catanese, prefazione di Roberto Giuffrida, Catania, EPT - Ente Prov. per il Turismo, 1952
- Appunti di diritto migratorio (dalle Lezioni tenute ai Corsi dell'Istituto italiano per l'Africa presso l'Università di Catania negli anni 1950-1953), Roma, Istituto Italiano per l'Africa, 1955
- Nota, al volume Quello della prima fila di Carlo Lo Presti, Niscemi, Edizioni Sciara, 1965
- Emigrazione e diritto migratorio, Catania, a cura della Sede interregionale Sicilia-Calabria dell'Istituto italiano per l'Africa, 1967
- L'avventura di Pirandello, Catania, Giannotta, 1969